# Patrick Barr
Patrick Barr, nato Patrick David Barr (Akola, 13 febbraio 1908 – Londra, 29 agosto 1985), è stato un attore britannico.

## Biografia
Nato in India, Patrick Barr esordì sugli schermi britannici con il cortometraggio The Merry Men di Sherwood (1932), e durante gli anni trenta interpretò numerosi ruoli di coprotagonista maschile in commedie e film d'avventura. Obiettore di coscienza durante la Seconda Guerra Mondiale, svolse un ruolo attivo nelle operazioni di soccorso alla popolazione colpita dal Blitz su Londra, e successivamente prestò servizio in Africa come volontario presso un'unità di ambulanze. Lì conobbe la futura moglie Anne "Jean" Williams, che avrebbe sposato dopo dieci giorni dal loro incontro.
Al termine del conflitto, nel 1946 Barr riprese la propria carriera artistica e, nei primi anni cinquanta, iniziò a lavorare per la televisione inglese, raggiungendo la popolarità che gli era sempre sfuggita sul grande schermo, pur con la partecipazione in ruoli di supporto in film come The Case of the Frightened Lady (1940) e Incantesimo nei mari del sud (1949).
La fama raggiunta come interprete televisivo, consentì a Barr di ottenere ruoli più interessanti per il cinema: da ricordare la sua partecipazione ai film Santa Giovanna (1957), L'affondamento della Valiant (1962) e Billy il bugiardo(1963) e, negli anni settanta, Il caso Drabble (1974) e 1855 - La prima grande rapina al treno (1978). Tra le sue ultime interpretazioni, quella dell'ambasciatore britannico in Octopussy - Operazione piovra (1983).
Patrick Barr morì a Londra nel 1985, all'età di 77 anni.

## Filmografia parziale

### Cinema
- La vita futura (Things to Come), regia di William Cameron Menzies (1936)
- Il trionfo della primula rossa (The Return of the Scarlet Pimpernel), regia di Hanns Schwarz (1937)
- Ossessione (The Gaunt Stranger), regia di Walter Forde (1938)
- The Case of the Frightened Lady, regia di George King (1940)
- Incantesimo nei mari del sud (The Blue Lagoon), regia di Frank Launder (1949)
- L'incredibile avventura di Mr. Holland (The Lavender Hill Mob), regia di Charles Crichton (1951)
- Robin Hood e i compagni della foresta (The Story of Robin Hood and His Merrie Men), regia di Ken Annakin (1952)
- Marinai del re (Single-Handed), regia di Roy Boulting (1953)
- I vinti, regia di Michelangelo Antonioni (1953)
- Duello nella giungla (Duel in the Jungle), regia di George Marshall (1954)
- Il siluro della morte (Seagulls Over Sorrento), regia di John Boulting, Roy Boulting (1954)
- La droga maledetta (The Brain Machine), regia di Ken Hughes (1955)
- I guastatori delle dighe (The Dam Busters), regia di Michael Anderson (1955)
- Santa Giovanna (Saint Joan), regia di Otto Preminger (1957)
- L'affondamento della Valiant (The Valiant), regia di Roy Ward Baker (1962)
- Il giorno più lungo (The Longest Day), registi vari (1962)
- Billy il bugiardo (Billy Liar), regia di John Schlesinger (1963)
- Intrigo in Irlanda (Guns in the Heather), regia di Robert Butler (1969)
- I satanici riti di Dracula (The Satanic Rites of Dracula), regia di Alan Gibson (1973)
- E sul corpo tracce di violenza (House of Whipcord), regia di Pete Walker (1974)
- Il caso Drabble (The Black Windmill), regia di Don Siegel (1974)
- 1855 - La prima grande rapina al treno (The First Great Train Robbery), regia di Michael Crichton (1978)
- Octopussy - Operazione piovra (Octopussy), regia di John Glen (1983)

### Televisione
- Colonnello March (Colonel March of Scotland Yard) – serie TV, episodio 1x12 (1956)
- Robin Hood (The Adventures of Robin Hood) – serie TV, episodi 1x22-1x32 (1956)
- Assignment Foreign Legion – serie TV, episodio 1x05 (1956)
- I gialli di Edgar Wallace (The Edgar Wallace Mystery Theatre) – serie TV, episodi 1x00-4x04 (1960-1963)
- Le spie (I Spy) – serie TV, episodio 2x20 (1967)

## Doppiatori italiani
- Gualtiero De Angelis in Robin Hood e i compagni della foresta